# Bradenton (Florida)
Bradenton er en amerikansk by og administrativt centrum i det amerikanske county Manatee County i staten Florida. Byen har et indbyggertal på 55.698 (2020) indbyggere.